# Liste der Bodendenkmäler in Unterroth
Auf dieser Seite sind die Bodendenkmäler in der schwäbischen Gemeinde Unterroth zusammengestellt. Diese Tabelle ist eine Teilliste der Liste der Bodendenkmäler in Bayern. Grundlage ist die Bayerische Denkmalliste, die auf Basis des Bayerischen Denkmalschutzgesetzes vom 1. Oktober 1973 erstmals erstellt wurde und seither durch das Bayerische Landesamt für Denkmalpflege geführt wird. Die folgenden Angaben ersetzen nicht die rechtsverbindliche Auskunft der Denkmalschutzbehörde.

## Bodendenkmäler der Gemeinde Unterroth

### Bodendenkmäler in der Gemarkung Unterroth
| Lage                 | Objekt | Akten-Nr.     | Bild |
| -------------------- | --- | ------------- | ---- |
| Unterroth (Standort) | Siedlung der römischen Kaiserzeit. | D-7-7726-0071 |      |
| Unterroth (Standort) | Eisenverhüttungsplätze der Latènezeit. | D-7-7726-0115 |      |
| Unterroth (Standort) | Freilandstation des Spätpaläolithikums und des Mesolithikums, Siedlung des Jungneolithikums und der Urnenfelderzeit. | D-7-7826-0041 |      |
| Unterroth (Standort) | Freilandstation des Spätpaläolithikums und des Mesolithikums, Siedlung des Neolithikums. | D-7-7826-0042 |      |
| Unterroth (Standort) | Freilandstation des Spätpaläolithikums und des Mesolithikums, Siedlung des Neolithikums. | D-7-7826-0043 |      |
| Unterroth (Standort) | Freilandstation des Spätpaläolithikums und des Mesolithikums, Siedlung des Neolithikums, Eisenverhüttungsplatz der Latènezeit.                                                                                               | D-7-7826-0044 |      |
| Unterroth (Standort) | Mittelalterlicher Burgstall. | D-7-7827-0024 |      |
| Unterroth (Standort) | Mittelalterliche und frühneuzeitliche Befunde im Bereich der Katholischen Wallfahrtskirche zur Schmerzhaften Muttergottes in Matzenhofen und ihrer Vorgängerbauten. Siehe auch: Zur Schmerzhaften Muttergottes (Matzenhofen) | D-7-7827-0046 |      |
| Unterroth (Standort) | Mittelalterliche und frühneuzeitliche Befunde im Bereich der Katholischen Pfarrkirche St. Gordian und Epimachus in Unterroth. Siehe auch: St. Gordian und Epimachus (Unterroth)                                              | D-7-7827-0087 |      |